# Onicocriptose
A onicocriptose, ou o termo popular unha encravada, é uma dor ou inflamação que ocorre no dedo quando a borda lateral da unha fere a pele adjacente, enterrando-a ao seu redor. Isto acontece porque a pele forma uma barreira ao crescimento da unha e, como esta é mais dura e não pára de crescer, ela adentra a pele causando os sintomas mais comuns como dor e inflamação. As causas mais prováveis são o corte de maneira incorreta da ponta das unhas e sapatos apertados. Ocorre mais comumente nas unhas dos pés mas também raramente afeta as mãos.
A onicocriptose também pode ocorrer por tropeções, queda de objetos sobre a unha provocando maior afluxo sanguíneo para o local, o que propicia um adelgaçamento da pele do sulco ungueal e consequente ruptura da mesma facilitando a penetração de bactérias.

## Prevenção
A maneira correta de cortar as unhas é aparar apenas a borda anterior da placa ungueal (unha) e jamais cortar suas bordas laterais. Se as bordas laterais forem deformadas, as irregularidades criadas pelo corte incorreto associadas à pressão do sapato, ao peso corpo e ao sentido do crescimento da unha farão com que haja lesão da pele circunvizinha. Deve-se evitar também cortar as unhas muito curtas, deixá-las retas em sua borda anterior, não tentar "arredondar" o corte em direção às bordas laterais.

## Quadro clínico
Se não tratada, pode formar um granuloma piogênico, onde existe um acúmulo de pus, e a pele ao redor fica inflamada (dor, rubor, calor e edema).

## Tratamento
O tratamento depende da gravidade do quadro clínico. Em casos leves a moderados, pode ser realizado um tratamento conservador, com compressas de água quente, pomadas antibióticas com cetaconazol junto de esmaltes de cores escuras (pois o mesmo ajuda a conservar o calor).Também pode ser usado fio dental ou fios de algodão sob a unha, para aliviar a pressão causada no local. Alguns recomendam a utilização de cânulas plásticas para permitir que a unha cresça no interior da cânula (método de gutter). Se o tratamento conservador de uma unha encravada menor não tiver êxito ou se a unha encravada é grave, o tratamento cirúrgico é necessário. Casos mais graves são tratados cirurgicamente.